# Sogno di san Giuseppe (Daniele Crespi)
Il Sogno di san Giuseppe è un dipinto del pittore italiano Daniele Crespi, realizzato nel 1620. Si trova nel Museo di storia dell'arte di Vienna.

## Descrizione
Descrive l'episodio biblico in cui l'angelo mette in guardia Giuseppe sull'intenzione di Erode di uccidere Gesù  (come riportato nel Vangelo secondo Matteo).
Nella scena principale, Giuseppe è assopito con gli strumenti della professione ai suoi piedi, mentre l'angelo gli dà le istruzioni per fuggire in Egitto.
In secondo piano, si intravede la mangiatoia con Gesù bambino e la Vergine Maria.